# Richard Howard
Richard Joseph Howard (Geburtsname: Richard Joseph Orwitz; * 13. Oktober 1929 in Cleveland, Ohio; † 31. März 2022 in New York City, New York) war ein US-amerikanischer Lyriker, Literaturkritiker und Hochschullehrer, der 1970 für seinen Gedichtband Untitled Subjects den Pulitzer-Preis für Dichtung erhielt. Er war auch als Übersetzer tätig und erhielt 1983 den National Book Award für seine Übersetzung von Les Fleurs du Mal von Charles Baudelaire.

## Leben
Richard Joseph Orwitz wurde als Kind adoptiert und nahm den Namen seiner Adoptiveltern Howard an. Nach dem Schulbesuch begann er ein grundständiges Studium an der Columbia University bei Mark Van Doren, das er mit einem Bachelor of Arts (B.A.) beendete. Ein darauf folgendes postgraduales Studium an der Columbia University schloss er 1952 mit einem Master of Arts (M.A.) ab und absolvierte im Anschluss zwischen 1952 und 1953 einen Studienaufenthalt an der Sorbonne, der Universität von Paris. Er erhielt ein Guggenheim-Stipendium und begann seine schriftstellerische Tätigkeit als Lyriker sowie Literaturkritiker und war des Weiteren Lyrikredakteur der Literaturzeitschrift The Paris Review, die im Frühjahr 1953 erstmals erschien, sowie des bereits 1914 gegründeten politischen Magazins The New Republic. Er war des Weiteren als Professor an der University of Cincinnati sowie als Professor für die englische Sprache an der University of Houston tätig.
1962 erschien mit Quantities Howards erster Gedichtband. Für seinen 1969 erschienenen Gedichtband Untitled Subjects erhielt er 1970 den Pulitzer-Preis für Dichtung und 2000 den Lambda Literary Award für Trappings. Er war auch als Übersetzer tätig und erhielt 1983 den National Book Award für eine Übersetzung von Les Fleurs du Mal von Charles Baudelaire. 1983 wurde Howard in die American Academy of Arts and Letters und 1988 in die American Academy of Arts and Sciences gewählt. Howard starb im März 2022 im Alter von 92 Jahren im New Yorker Stadtteil Manhattan an den Folgen einer Demenzerkrankung.

## Veröffentlichungen

### Gedichtsammlungen
- Quantities, 1962
- The Damages, 1967
- Untitled Subjects, 1969
- Findings, 1971
- Two-Part Inventions, 1974
- Fellow Feelings, 1976
- Misgivings, 1979
- Lining Up, 1984
- No Traveller, 1989
- Selected Poems, 1991
- Like Most Revelations, 1994
- Trappings, 1999
- Talking Cures, 2002
- Inner Voices, 2004
- The Silent Treatment, 2005
- Without Saying, 2008
- A Progressive Education, 2014